# Leusden
Leusden este o comună și o localitate în provincia Utrecht, Țările de Jos. 

## Localități componente
Leusden, Leusden-Zuid, Achterveld, Stoutenburg.